# Mundur wojska I Rzeczypospolitej
Mundur wojska I Rzeczypospolitej – charakterystyczny jednolity dla danej formacji wojskowej ubiór żołnierza schyłku Wojska I Rzeczypospolitej.

## Geneza polskiego munduru wojskowego
Początkowo ubiór żołnierzy stanowiła zbroja ochronna nakładana na odpowiednie odzienie. Początków polskiego munduru wojskowego jednolitego pod względem barwy i kroju można dopatrzyć się w oddziałach milicji nadwornych i magnackich oraz królewskich oddziałach przybocznych. W stosunku do jednolitych ubiorów piechoty wybranieckiej używano określenia „barwa”.   W 1578 roku dla piechoty wprowadzono jednolity ubiór w ramach roty.
Piechota wybraniecka nosiła mundur, który składał się z błękitnej delii z czerwoną podszewką dla żołnierzy i czerwonej z zieloną podszewką dla dziesiętników, żupan oraz 
nogawic i  magierki. Mundury szyte były z sukien wielkopolskich i śląskich.
Mundur błękitny lub w barwach wojewódzkich utrzymał się do końca XVII wieku. Jednolicie ubrani byli również rajtarzy. Występowali też hajducy czarni i żółci. Piechota łanowa prawdopodobnie przybierała kolor zielony. Hajducy wojsk magnackich przybierali barwy heraldyczne. Według uniwersału Łukasza Załęskiego z 1630 roku mundury wybrańców były następujące: Barwa zwyczajna obłoczysta, pętlice czerwone u pachołków tak do delii, jak do żupanów czerwona, a u dziesiętników zielona pod deliami czerwonymi.

## Mundur w XVIII wieku
Mundur, jako jednolity ubiór dla całego wojska lub poszczególnych broni czy oddziałów, pojawił się na terenie Polski w początku XVIII wieku
Pierwsze mundury dla autoramentu cudzoziemskiego wzorowano na mundurze ogólnoeuropejskim. Dominowały wpływy i wzory saskie. To one przyczyniły się do ustalenia na  początku wieku mundurów generalskiego, piechoty,  artylerii i dragonów. Dragon w ubiorze codziennym miał czarny trójrożny kapelusz z białą kokardą, pąsowy rajtrok z wyłogami barwy regimentu, tejże barwy kamizelkę i spodnie, wysokie buty i halsztuk. Gwardia mirowska w ubiorze paradnym występowała w białych rajtrokach z pąsowym kaftanem bez rękawówozdobionym srebrną gwiazdą. 
Kadeci Szkoły Rycerskiej używali zarówno munduru małego jak i  wielkiego. Ich mundur mały składał się z: czerwonych sukiennych rajtrok z granatowymi wyłogami i mosiężnymi guzikami; czarnego, filcowego trójrożnego kapelusza; białych spodnie i czarnych wysokich butów. Rekruci i źle uczący się kadeci nosili wyłogi białe.
Mundur wielki, składał się z granatowego koletu z białą podszewką i pąsowymi lub białymi wyłogami, przy nim szpada. Wyróżnieniem był złoty naramiennik z jednym granatowym paskiem lub dwoma takimi paskami. Kadeci nosili też specjalny mundur paradny używany przy wartach tronowych. Składał się on z kaszkietu z pąsowego aksamitu z białym pióropuszem, białego koletu i spodni z cienkiego sukna oraz pąsowego aksamitnego lederwerka, obszytego po brzegach złotym galonem.
Stan rzeczywisty umundurowania i uzbrojenia wojska za czasów saskich daleki był od stanu regulaminowego. Mundury wydawano co dwa lata i trzy miesiące, a lederwerki co osiem.  Niektóre regimenty były obdarte lub w łatach. Piechota nie miała płaszczy.

## Manufaktury tkackie produkujące dla wojska
Żołnierze otrzymywali mundury po odtrąceniu części żołdu na ich zakup. Sukno odpowiedniego koloru zamawiał dowódca pułku. Cenę produktu ustalała Komisja Wojskowa, a zakupy czyniono w manufakturach krajowych. W pierwszej połowie XVIII wieku istniał w Wielkopolsce duży region tkacki. Były to duże manufaktury - tkalnie zakładane  przez magnatów, manufaktury mieszczańskie i warsztaty rzemieślnicze. Największymi ośrodkami produkcji sukna były: Rawicz, Bojanów, Zaborów, Leszno, Rogoźno, Międzychód, Obrzycko i Śmigiel.
Za pośrednictwem Komisji Skarbowej miejskie fabryki w Lesznie otrzymały od Komisji Wojskowej zamówienia na dostawy sukna dla wojska. Dla potrzeb dywizji małopolskiej Komisja Skarbowa złożyła zamówienie do fabryk krakowskich.
Jednym z większych przedsiębiorstw magnackich była manufaktura sukiennicza Radziwiłłów w Nieświeżu. Wykonywała ona wszystkie prace, od tkania surowej wełny aż do farbowania sukna
W kombinacie w Grodnie istniały również manufaktury: sukiennicza o 24 warsztatach i płócienna oraz farbiarnia sukna. W okolicach funkcjonowały też fabryka sukiennicza w Brześciu i płócienna w Szawlach